# Kurt Cobain
Pour les articles homonymes, voir Cobain.
Kurt Cobain ([kɝt ˈkoʊbeɪn]), né le 20 février 1967 à Aberdeen (État de Washington, États-Unis) et mort le 5 avril 1994 à Seattle (État de Washington, États-Unis), est un musicien et auteur-compositeur-interprète américain.
En 1987, il forme le groupe Nirvana, dont il est le chanteur et le guitariste. Il meurt à 27 ans en pleine gloire.
Au début des années 1990, Nirvana participe de façon décisive à l’émergence, à Seattle, du grunge, un nouveau courant du rock alternatif issu du punk et du hard rock. Le groupe s’impose en deux ans : en 1991, son second album, Nevermind, devient un des plus vendus au monde avec plus de 30 millions d'exemplaires écoulés.
Durant les dernières années de sa vie, Kurt Cobain lutte contre sa dépendance à l'héroïne et subit avec son épouse Courtney Love une importante pression médiatique. Le 8 avril 1994, il est retrouvé mort dans sa maison à Seattle. Il s'est suicidé d'une balle dans la bouche trois jours plus tôt. Cependant, plusieurs théories ont tenté de démontrer qu'il pourrait s'agir d'un homicide.
Icône de la génération X, Kurt Cobain entre, en 2014, avec les autres membres de Nirvana au Rock and Roll Hall of Fame. En 2003, il est classé par le magazine Rolling Stone 12e meilleur guitariste de tous les temps.

## Biographie

### Enfance et adolescence

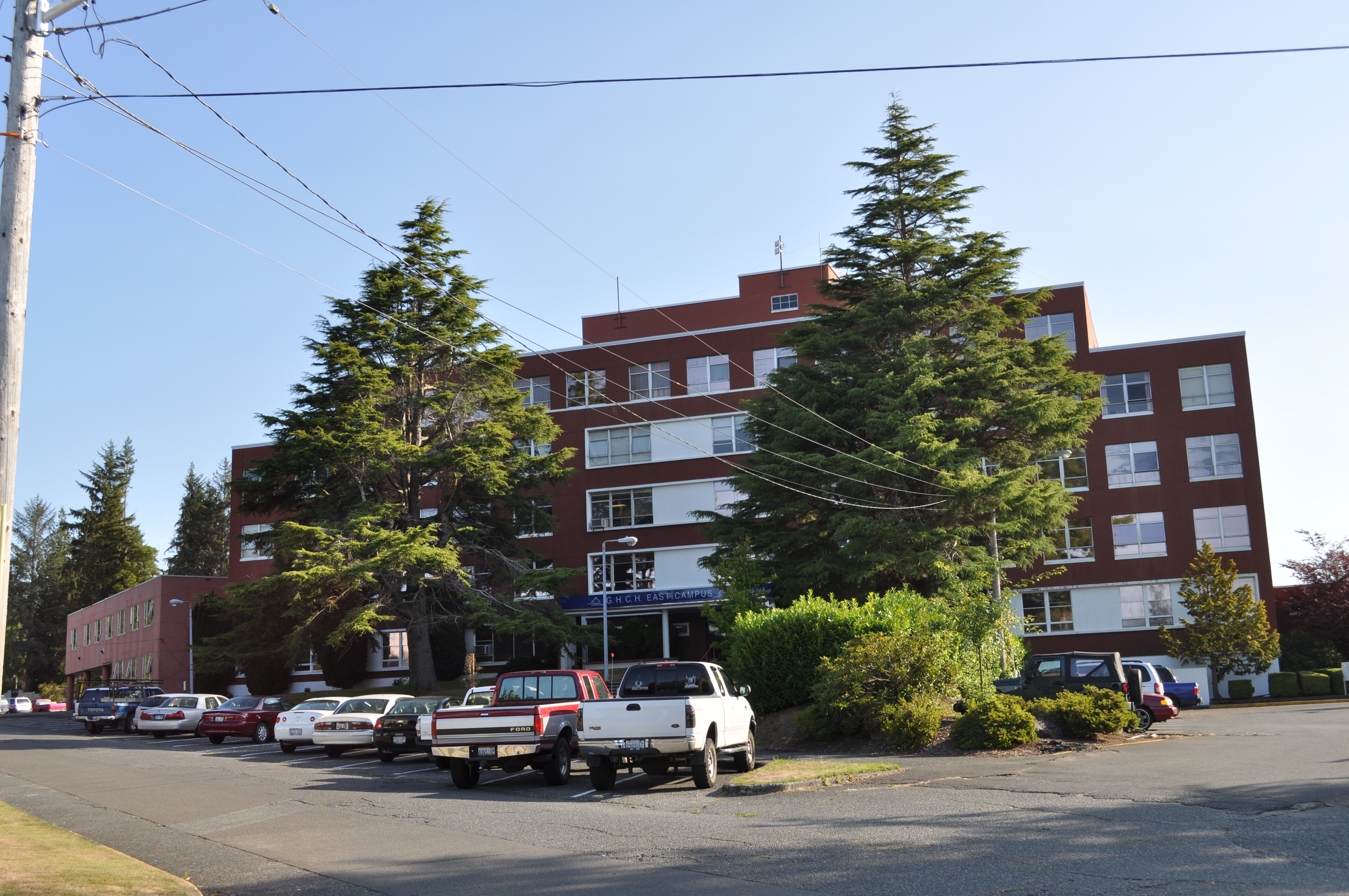
L'hôpital Grays Harbor à Aberdeen, où naquit Kurt Cobain.

Kurt Cobain naît le 20 février 1967 à Aberdeen, dans l'État de Washington, non loin de Seattle. Son père, Donald Leland Cobain, est mécanicien automobile, et sa mère, Wendy Elizabeth Fradenburg, est serveuse et mère au foyer. Ses parents se sont mariés jeunes après avoir appris la grossesse de Wendy ; son père a vingt et un ans et sa mère dix-neuf à la naissance de Kurt. Il a une sœur, Kimberly, de trois ans sa cadette.
La famille habite d'abord Hoquiam, puis déménage à Aberdeen alors que Kurt est âgé de six mois. Les Cobain sont d'ascendance française, allemande, irlandaise, anglaise et écossaise. Kurt est décrit comme un enfant curieux, extraverti et heureux de vivre. Selon sa tante Mari, il commence à chanter des chansons des Beatles dès l'âge de trois ans.
En 1976, alors qu'il a dix ans, il est très affecté par le divorce de ses parents. Après celui-ci, dans un premier temps, il vit avec sa mère. Un an plus tard, il emménage chez « Don », son père, à Montesano, non loin d'Aberdeen. L'année suivante, en 1978 ce dernier se remarie ; Kurt s'entend très mal avec sa nouvelle famille.

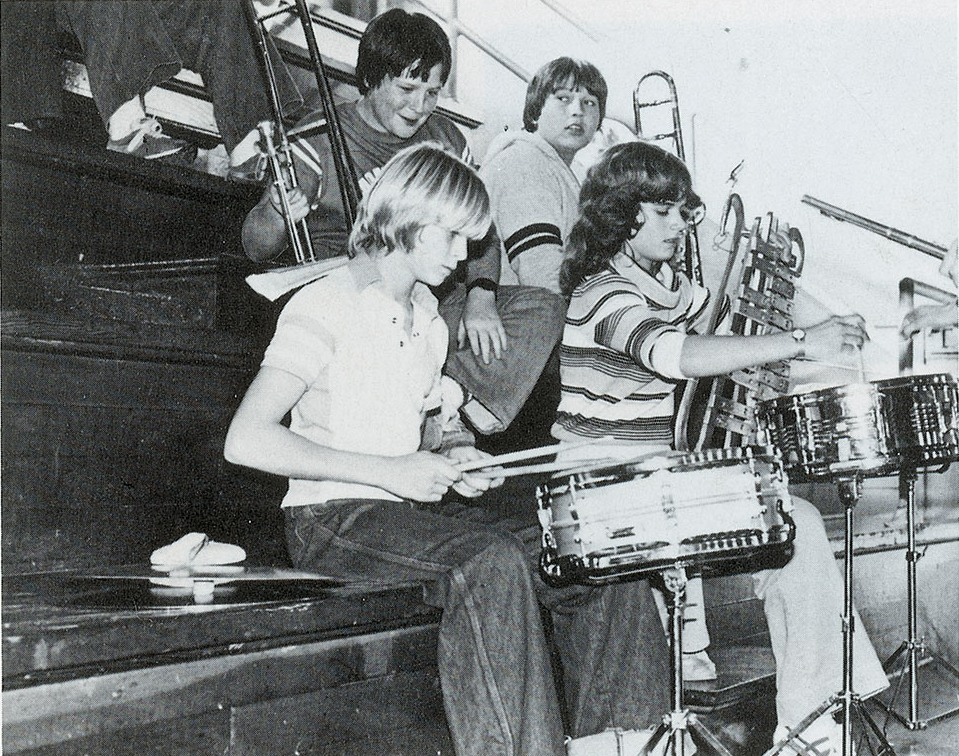
Kurt Cobain en 1981 en train de jouer à la batterie lors d'un rassemblement au lycée de Montesano.

« Don » souhaite que son fils réussisse en sport. De mauvaise grâce, il s’inscrit dans l'équipe de lutte de son collège. Il déteste l'ambiance qui y règne. Lors d'une compétition, sous le regard de son père, il se laisse systématiquement vaincre sans combattre. De nombreux incidents de ce type découragent définitivement Don Cobain, qui l'envoie vivre chez d'autres membres de sa famille, mais cela ne se passe pas mieux. Au cours des années suivantes, Kurt va ainsi habiter chez divers oncles et tantes ainsi que chez ses grands-parents paternels. Il déménage souvent plusieurs fois au cours d'une même année scolaire. Il revient finalement chez sa mère qui, elle aussi, s'en lasse et le met à la porte.
Alors qu'il est au collège, un soir en rentrant avec deux camarades, il passe par un bois et découvre le cadavre d'un homme pendu. « Kurt connaissait la victime, le frère d'un ami. Le corps formait un angle bizarre et ses membres tordus ajoutaient encore à l'horreur de la scène. » Hagard, Kurt reste seul pendant une heure près du cadavre, avant l'arrivée des secours. Marqué par cet événement, à quinze ans, il réalise un court-métrage avec une caméra Super-8 : « Kurt commits bloody suicide ».
Dans Kurt Cobain: Montage of Heck, film documentaire sorti en 2015, la mère du chanteur affirme qu'il était atteint de trouble du déficit de l'attention avec ou sans hyperactivité (TDAH). La description qu'elle fait des comportements de son fils corrobore partiellement ce diagnostic, qui n'a pas été posé par un médecin. Elle pointe notamment son hyperactivité et ses échecs scolaires, dus vraisemblablement à un trouble de l'attention plus qu'à une intelligence médiocre. Il en résulte un manque d'estime de soi et un repli social. Par ailleurs il semble qu'il y ait chez Kurt un autre déséquilibre, souvent associé au TDAH, un trouble oppositionnel avec provocation (TOP), qui se caractérise par une attitude systématiquement hostile à l'égard des figures d'autorité, les parents en particulier, et, dans le cas de Kurt, ceux qui ont tenté de prendre leur relais, grands-parents, oncles et tantes. L'impulsivité, le caractère colérique et l'entêtement inhérent à ce trouble éloigne également les adolescents qui en sont atteints de leurs pairs. Ils sont généralement seuls et déprimés. Ces troubles, TDAH et TOP, s'atténuent ou disparaissent souvent à l'âge adulte. Dans le cas de Kurt, ils ont eu pour conséquence un fort investissement dans le domaine artistique, la peinture puis la musique.
Au lycée, son amitié avec un camarade homosexuel fait courir des rumeurs sur sa propre sexualité, ce qui lui vaut l'hostilité de certains adolescents homophobes. Dans un premier temps, il en conçoit une certaine fierté : dans l'un de ses carnets personnels il écrit « je ne suis pas gay, même si j'aimerais bien, juste pour faire chier les homophobes ». Puis il cède à l’animosité persistante à son encontre et annonce à son ami qu'il ne peut plus le voir. En 1993, dans une interview accordée au magazine The Advocate, Kurt Cobain déclare qu'il avait l'habitude de peindre à la bombe des slogans tels que « God is gay » (« Dieu est gay ») sur les pick-up autour d'Aberdeen et qu'il a été arrêté en 1985 pour avoir taggé « homo sex rules » (« vive le sexe homo ») sur un banc. Cependant, d'après son biographe Charles Cross qui a consulté les archives de la police d'Aberdeen, il aurait en réalité écrit « ain't got no how watchamacallit », phrase absurde jouant sur le nom étrange d'une barre chocolatée.
Kurt Cobain considère alors la musique comme une échappatoire à une vie dont il n'est pas satisfait, d'abord en découvrant le heavy metal (Aerosmith, Black Sabbath, Kiss…), puis le punk rock avec des groupes comme Black Flag, MDC ou Flipper. Il adore cette esthétique musicale, et apprécie notamment une image plus féministe, moins machiste et homophobe que celle véhiculée par le heavy metal,. Il fait la connaissance des Melvins, groupe de punk rock basé à Montesano, dont les membres vont devenir ses amis proches, et qui influencera plus tard la musique de Nirvana. Pendant sa dernière année de lycée, Kurt Cobain emménage à nouveau chez sa mère à Aberdeen. Deux semaines avant son examen, conscient qu’il va y échouer, il décide d'abandonner ses études. Sa mère l'expulse de la maison en raison de son refus de chercher un emploi.
Dans un premier temps, il est hébergé par des amis et s'introduit parfois dans la maison de sa mère à l'insu de celle-ci. Quelques emplois temporaires à Aberdeen lui permettent de louer un appartement, mais il doit le quitter quelques mois plus tard faute de pouvoir payer le loyer. Il affirmera plus tard que lorsqu'il ne trouvait pas d'endroit où dormir, il vivait sous un pont au bord de la rivière Wishkah, une expérience qui inspira plus tard la chanson Something in the Way, sur l'album Nevermind. Toutefois, en 2001, le bassiste de Nirvana Krist Novoselic déclare que Kurt Cobain n'a jamais réellement vécu à cet endroit car il était impossible d'y dormir. Il a cependant bel et bien passé du temps sous ce pont, souvent avec des amis pour boire et fumer du cannabis.
Fin 1986, Kurt Cobain s'installe avec Matt Lukin (alors bassiste des Melvins et futur membre de Mudhoney) dans une maison délabrée. Il paie le loyer en travaillant comme « homme à tout faire » dans un hôtel à une trentaine de kilomètres de là. À l'époque, il se rend fréquemment à Olympia pour assister à des concerts. Il y rencontre Tracy Marander avec laquelle il entretient une liaison. Il écrira pour elle la chanson About a Girl présente sur le premier album de Nirvana. Après leur séparation, c'est également à Olympia qu'il rencontre une autre petite amie, Tobi Vail, membre du groupe Bikini Kill.

### Débuts dans la musique
Une tante de Kurt lui offre sa première guitare (une slide, guitare hawaïenne bleue) pour son septième anniversaire (il reçoit également une batterie en fer-blanc). Dans un premier temps, il s'exerce à reprendre des morceaux connus tels que Back in Black d'AC/DC et My Best Friend's Girl des Cars, avant de commencer à écrire ses propres chansons.
Assez vite, il cherche à former un groupe mais n'y parvient pas immédiatement, ses amis manquant de motivation, ou peut-être de talent musical. Il enregistre toutefois en 1985 une "démo" avec l'un de ces groupes éphémères, Fecal Matter (1985 - 1986), qu'il forme avec Matt Lukin et Dale Crover (également batteur des Melvins).

### Nirvana
Il rencontre ensuite Krist Novoselic, lui aussi fan de punk rock, et le convainc de former un groupe. Après avoir utilisé différents noms, ils optent définitivement pour « Nirvana ». Ce nom, qui évoque les religions et les philosophies traditionnelles d’extrême-orient, très prisées par les hippies des années 1960-1970, est surprenant pour un groupe issu du punk.
Pendant plusieurs années, Kurt et Krist ne trouvent pas de batteur qui leur convienne, les différents musiciens qui se succèdent à ce poste s'avèrent soit trop limités musicalement, soit insuffisamment en accord avec leur « éthique punk ». Le premier à rester relativement longtemps dans le groupe est Chad Channing, avec lequel ils sortent leur premier album, Bleach, sur le label indépendant Sub Pop. Cobain considère cependant que le style de Channing est inapproprié pour ses compositions : il sera assez vite remplacé par Dave Grohl. Grâce à l'intervention des membres de Sonic Youth et notamment de Thurston Moore, le groupe signe sur la major Geffen Records, et se fait connaître en 1991 avec l'album Nevermind.
Kurt Cobain a du mal à concilier l'énorme succès de Nirvana avec ses racines « underground ». Il s'estime persécuté par les médias, se comparant à l'actrice maudite Frances Farmer. Il n'accepte pas le fait que son public apprécie sa musique sans adhérer au message qu'il souhaite faire passer. Il est très choqué d'apprendre que deux hommes ont violé une femme en chantant le titre de Nirvana Polly, qui s'inspire justement d'un fait divers similaire, mais dans le but de dénoncer le viol. Sur la version américaine de l'album Incesticide, il ajoute un commentaire qui condamne violemment les auteurs de ce crime et exprime son dégoût de voir de telles personnes dans son public.

### Mariage

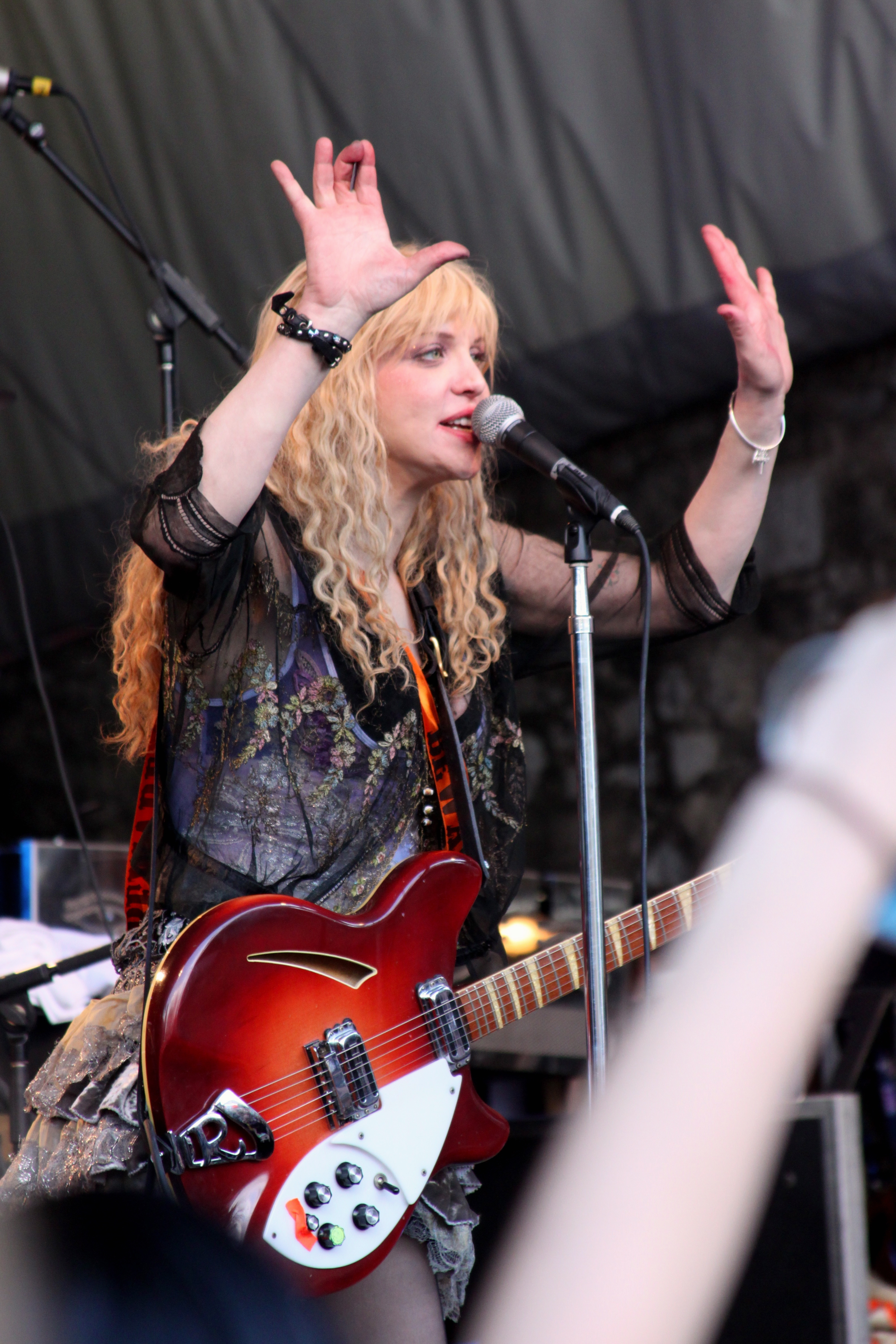
Courtney Love à Austin en mars 2010.

Kurt Cobain rencontre Courtney Love après un concert de Nirvana à Portland. Ils n'échangent que quelques mots, mais Courtney est immédiatement séduite. Selon le journaliste Everett True, ils n'auraient été réellement présentés l'un à l'autre qu'en mai 1991 à un concert de L7 et Butthole Surfers. Par la suite, en apprenant par Dave Grohl que l'attirance est réciproque, Love cherche à se rapprocher de Kurt. Ils commencent à se voir régulièrement à partir de l'automne 1991, en partie rapprochés, avancent certains, par leur consommation commune de psychotropes.
Début 1992, Courtney Love apprend qu'elle est enceinte de Kurt. Le 24 février 1992, quelques jours après la fin d'une tournée de Nirvana sur la côte pacifique, ils se marient à Hawaii. Leur fille Frances Bean Cobain naît le 18 août 1992. Son nom fait référence à Frances McKee des Vaselines et non à Frances Farmer, comme cela est parfois affirmé. Son second prénom, « Bean » (haricot), fait référence à la forme du bébé sur les échographies pendant la grossesse de Courtney Love. Michael Stipe, chanteur de R.E.M., dont Cobain admire la carrière et le travail, est choisi comme parrain de leur fille. Stipe deviendra par ailleurs un ami proche de Courtney Love par la suite.
Dans un article de Vanity Fair publié en septembre 1992, Courtney Love admet avoir pris de l'héroïne alors qu'elle était enceinte. Elle affirme plus tard que la journaliste a déformé ses propos, mais le couple est harcelé par des journalistes de tabloïds, et les services sociaux de Los Angeles engagent des poursuites judiciaires, affirmant que leur usage de psychotropes les rend inaptes à élever leur enfant. Leur fille âgée de deux semaines est confiée à la sœur de Courtney Love. Ses parents obtiennent à nouveau sa garde, à la condition de se soumettre régulièrement à des tests d'urine afin de prouver qu'ils ne se droguent pas. Après plusieurs mois de bataille judiciaire, ils obtiennent la garde inconditionnelle de leur fille.

### Dépendance à l'héroïne
Pendant la majeure partie de sa vie, Kurt Cobain a souffert de dépression, de bronchite chronique et de douleurs intenses à l'estomac. Ce dernier problème l'a tout particulièrement affecté, et il a consulté de nombreux spécialistes dans l'espoir d'obtenir un traitement. Malgré plusieurs hypothèses comme une relation avec la scoliose dont il a souffert dans sa jeunesse ou une conséquence du stress lié à son métier, aucun diagnostic indiscutable n'a pu être établi. Selon Kurt, la seule chose qui l'ait vraiment soulagé est l'auto-médication par la prise d'héroïne.
Kurt prend de l'héroïne pour la première fois en août 1986. Il en consomme occasionnellement dans les années qui suivent et développe une addiction au produit. En 1991, elle est devenue évidente alors que le groupe entame la promotion de Nevermind. Kurt Cobain perd connaissance à plusieurs reprises au cours d'une séance de photographies organisée le jour d'une apparition du groupe dans Saturday Night Live. Il tente de se désintoxiquer au début de l'année 1992, peu après avoir appris qu'il allait être père. Il part ensuite avec Nirvana pour une tournée en Australie.
Souffrant du manque et de ses douleurs à l'estomac, il est très faible physiquement. Les autres membres de la tournée (Grohl, Novoselic, leur entourage réciproque et l'équipe technique qui suit le groupe) supposent que son état est dû au fait qu'il continue à prendre de l'héroïne, ce qui crée une hostilité entre eux et lui. Un médecin consulté pour ses douleurs à l'estomac lui prescrit des pilules de buprénorphine qui s'avèrent être une alternative à la méthadone. Peu de temps après être rentré chez lui à la fin de la tournée, il reprend à nouveau de l'héroïne.
Peu avant un concert au New Music Seminar de New York, Kurt est en état d'overdose. Plutôt que d'appeler une ambulance, son épouse choisit de réaliser une injection de naloxone, substance réputée efficace dans cette situation. Remis sur pied, il assure le concert sans rien laisser transparaître au public de l'incident.

### Dernières semaines
Le 1er mars 1994, après un concert au Terminal Eins de Munich, Kurt Cobain souffre d'une bronchite et d'une sévère laryngite. Le lendemain, il part pour Rome afin d'y être soigné, et est rejoint par sa femme le 3 mars. Le matin suivant, Courtney Love constate qu'il a fait une overdose d'une combinaison d'opiacés (héroïne et/ou opiacés de substitution), de champagne et de Rohypnol. Il est rapidement conduit à l'hôpital, où il passe le reste de la journée inconscient. Cinq jours plus tard, il peut quitter l'établissement, et regagne Seattle. Courtney Love affirmera plus tard que cet incident était en réalité la première tentative de suicide de son mari.
Le 18 mars, elle appelle la police pour les informer que son mari est suicidaire et s'est enfermé dans une pièce avec une arme à feu. Des policiers se rendent sur place, et enlèvent plusieurs armes et une boîte de pilules à Kurt Cobain. Celui-ci affirme qu'il n'est pas suicidaire, et s'est enfermé dans la pièce afin de se cacher de sa femme. Interrogée à son tour, celle-ci admet que Kurt Cobain n'avait pas évoqué de suicide, et qu'elle ne l'avait pas vu avec une arme.
Le 25 mars, Courtney Love organise pour son mari une « intervention », technique utilisée aux États-Unis où des amis et membres de la famille d'une personne se réunissent en sa présence afin de la convaincre de suivre un traitement pour un problème, le plus souvent lié à une dépendance, en l'occurrence à l'héroïne. Les personnes présentes sont notamment son ami Dylan Carlson, des amis musiciens, et des cadres de sa maison de disques. L'ancien manager de Nirvana, Danny Goldberg, qui était présent, a décrit Kurt comme « extrêmement réticent » et « niant avoir un comportement auto-destructeur ». Cependant, à la fin de la journée, il accepte de commencer un programme de désintoxication. Le 30 mars, Cobain entre à l'Exodus Recovery Center de Los Angeles.
La nuit suivante, il sort pour fumer une cigarette, puis escalade un mur pour s'échapper de l'établissement. Il prend un taxi pour se rendre à l'aéroport, où il prend l'avion pour Seattle. Les jours suivants, il est aperçu par plusieurs personnes, mais sa famille et ses amis ignorent où il se trouve. Le 3 avril, Courtney Love engage le détective Tom Grant, et le charge de retrouver son mari. Le lendemain, elle remplit un avis de recherche le concernant sous le nom de la mère de Kurt, Wendy. Le texte du rapport précise qu'il est suicidaire et a acheté un fusil de chasse.

### Mort

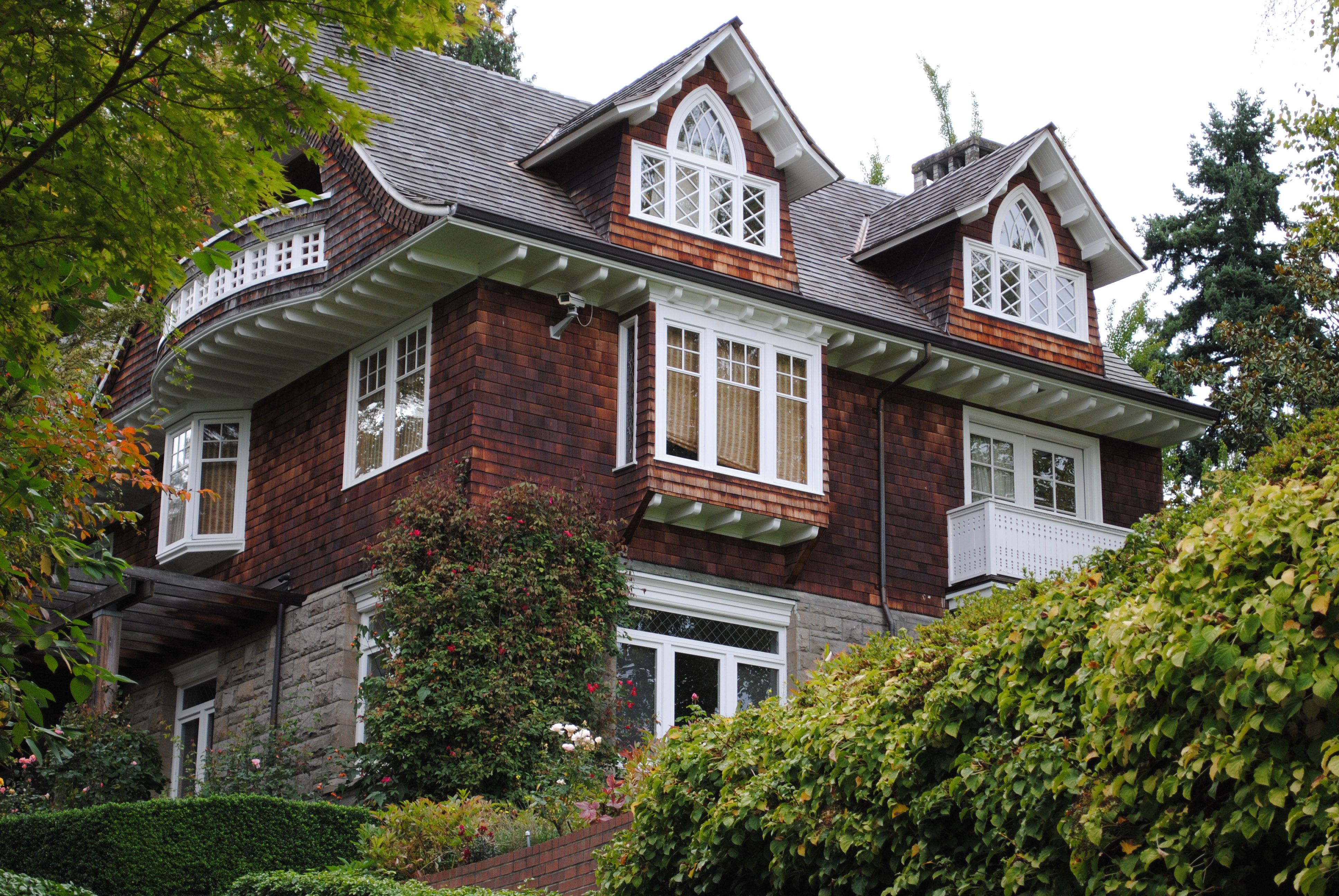
Domicile de Kurt Cobain à Seattle, où il est mort le 5 avril 1994.

Le 8 avril 1994, un électricien nommé Gary Smith découvre le corps de Kurt Cobain dans une pièce située au-dessus du garage de la maison du couple Kurt - Courtney à Seattle. Les rapports selon lesquels Cobain avait utilisé l'appareil psychoactif de manière excessive dans les jours qui ont précédé son suicide ont été contredits par des découvertes ultérieures,. La police trouve près du corps de Kurt une lettre de suicide et une arme, un fusil Remington M11 acheté par son ami Dylan Carlson, à la demande de Kurt Cobain qui ne voulait pas l'acheter à son nom, à cause de l'incident du 18 mars précédent. Le rapport de l'autopsie conclut à un suicide par 1 balle tirée dans la tête ; la date de la mort est estimée au 5 avril 1994.
Dans sa lettre d'adieu, adressée à « Boddah », son ami imaginaire d'enfance,,, Kurt Cobain cite une phrase de la chanson Hey Hey, My My (Out of the Blue) de Neil Young : « Mieux vaut brûler franchement que s'éteindre à petit feu. » Neil Young est touché par cette citation, et écrit une partie de son album de 1994 Sleeps with Angels en mémoire de Kurt Cobain.
Le 10 avril, une veillée funèbre ouverte au public est organisée au parc d'attraction Seattle Center ; environ 7 000 personnes y assistent. Des messages préenregistrés de Krist Novoselic et Courtney Love y sont diffusés. Dans son intervention, Courtney Love lit des parties de la lettre d'adieu, en les commentant, reprochant à Kurt Cobain sa décision, et même en l'insultant publiquement. À la fin de la veillée, elle distribue des vêtements qui lui ont appartenu.
Le corps de Kurt Cobain est incinéré. Ses cendres sont divisées en trois lots : une partie est stockée dans un temple bouddhiste à New York, une autre dispersée dans la rivière Wishkah, dans l'État de Washington, et le reste revient à Courtney Love. Kurt Cobain est considéré comme faisant partie du « club des 27 », qui désigne des musiciens morts à 27 ans.

## Controverse autour de sa mort
La cause de la mort de Kurt Cobain a été officiellement jugée comme étant un suicide. Cependant, plusieurs théories ont été émises selon lesquelles il s'agirait en réalité d'un meurtre.

### Thèses de Tom Grant
Le principal partisan de la thèse d'un complot est Tom Grant, le détective privé engagé par Courtney pour retrouver son mari après sa disparition du centre de désintoxication. Grant était toujours employé par elle lorsque le corps a été retrouvé. Selon lui, la cause de la mort est plutôt un homicide.
Les principaux arguments de Grant sont les suivants :
- La quantité d'héroïne présente dans le corps : Grant cite un chiffre publié dans un article du Seattle Post-Intelligencer du 14 avril 1994, censé provenir du rapport toxicologique officiel : le taux d'héroïne présent dans le flux sanguin aurait été de 1,52 mg/l[52]. Grant affirme que Cobain aurait été dans l'incapacité de se suicider avec un fusil après s'être injecté une telle dose[53].

Cependant, plusieurs études concernant l'héroïne ont montré la difficulté d'évaluer la dose qu'un toxicomane peut tolérer. En 2004, dans l'émission Dateline NBC, magazine d'actualité de la chaîne américaine NBC, cinq médecins légistes ont été interrogés à propos du taux contenu dans le rapport toxicologique. Deux d'entre eux ont évoqué la possibilité que Kurt ait développé une tolérance suffisante pour appuyer sur la détente malgré la dose massive, tandis que les trois autres ont déclaré qu'ils disposaient de trop peu d'information pour trancher. Grant ne croit pas que Kurt ait été tué par la dose d'héroïne, mais suggère qu'elle lui aurait été injectée pour l'empêcher de se défendre pendant que le meurtrier l'aurait abattu.
- La lettre d'adieu : Pendant son travail au service de Courtney, Grant a eu accès à l'original de la lettre d'adieu de Cobain. Il en a fait une copie, qui a depuis largement circulé. Selon Grant, Kurt n'aurait pas voulu faire dans cette lettre ses adieux à ses proches avant de se suicider, mais plutôt y annoncer son intention de quitter Courtney Love, Seattle, et l'industrie de la musique. Grant pense que les dernières lignes sont les seules qui évoquent véritablement un suicide, et que leur style diffère considérablement du reste du texte, suggérant qu'elles auraient pu être écrites par quelqu'un d'autre. La version officielle à l'issue de l'enquête officielle est que Cobain a bien écrit la lettre, conclusion rejetée par Grant car le rapport mentionne le texte dans son ensemble et qu'aucune attention particulière ne semble avoir été portée aux lignes « douteuses ». Grant affirme que sa thèse est soutenue par plusieurs experts en écriture. Cependant, d'autres experts se sont montrés d'un avis contraire. Sur les quatre experts consultés par Dateline NBC, un a affirmé que l'ensemble de la lettre était de la main de Cobain, les trois autres ayant affirmé ne pas disposer de suffisamment de matière pour se prononcer[54]. Un expert interrogé pour l'émission Unsolved Mysteries a fait remarquer la difficulté de se prononcer étant donné que le document étudié était une photocopie et non l'original[56].
- La taille du fusil : Grant affirme que si le fusil utilisé par Kurt était placé comme indiqué dans le rapport d'autopsie, son bras aurait été trop court pour qu'il puisse appuyer sur la détente. Selon cette théorie, il aurait été obligé d'actionner le fusil avec ses pieds, ce qui n'est pas possible car il a été retrouvé chaussures aux pieds.
- Le rapport de police : Grant critique également plusieurs éléments du rapport d'enquête officiel. Par exemple, il y est écrit que les portes de la serre ne peuvent être fermées à clé de l'extérieur, ce qui implique que Kurt ait dû les fermer lui-même. Grant affirme que lorsqu'il a lui-même examiné ces portes il a constaté qu'elles peuvent bien être fermées à clé de l'extérieur. Il met également en cause le manque d'empreintes digitales reliant Cobain aux éléments matériels principaux, en particulier au fusil. Plusieurs experts ont répondu qu'il y a déjà eu des cas de suicides indiscutables où l'arme utilisée ne comportait pas d'empreintes. Cependant, Grant ajoute que selon le rapport, la lettre de suicide et le stylo utilisé ne comportaient pas plus d'empreintes, alors que Cobain a été retrouvé sans gants aux mains. Aucun de ces éléments ne vont particulièrement dans le sens d'un meurtre, mais Grant estime qu'ils renforcent d'une manière générale sa thèse[57].
- L'incident de Rome : Après la mort de Cobain, Courtney Love a déclaré à de nombreuses reprises que l'overdose à Rome était en réalité une tentative de suicide[39]. Grant fait remarquer que juste après l'événement, les proches de Cobain, comme l'entreprise de management de Nirvana Gold Mountain, ont spécifiquement nié toute interprétation allant dans ce sens. Il pense que si Rome avait vraiment été une tentative de suicide, les amis et la famille de Cobain auraient été prévenus afin qu'ils gardent un œil sur lui par la suite. D'autres ont toutefois plutôt interprété les déclarations de Gold Mountain et autres après Rome comme un effort pour cacher ce qui se passait réellement. Lee Ranaldo, guitariste de Sonic Youth, déclara à Rolling Stone : « Rome a juste été la dernière tentative de [l'entourage de Cobain] de créer une apparence de normalité pour le bénéfice du monde extérieur »[58].
- Rosemary Carroll : Grant dit avoir eu une conversation avec Rosemary Carroll, l'avocate de Cobain le 13 avril 1994 au cours de laquelle elle l'aurait incité à enquêter sur la mort de Cobain, affirmant que pour elle il n'était pas suicidaire. Elle aurait également expliqué à Grant que Kurt lui avait demandé de préparer un testament excluant Courtney de sa succession, car il s’apprêtait à lancer une procédure de divorce. Grant pense qu'il s'agit du mobile du meurtre[59]. Carroll n'a fait aucun commentaire public sur ce sujet.

Les détracteurs de Grant rejettent ses thèses en soulignant qu'une grande partie de ses arguments sont purement circonstanciels et ne prouvent pas qu'il s'agit d'un meurtre. D'autres l'accusent d'opportunisme, notant qu'il vend des « kits » à propos du supposé complot sur son site Web. Grant a répondu à ces critiques que tout le bénéfice qu'il en tire sert à financer ses enquêtes.

### Kurt and Courtney
Le réalisateur Nick Broomfield, décidé à effectuer ses propres investigations sur l'affaire, a rencontré plusieurs personnes de l'entourage de Kurt et Courtney, dont le père de celle-ci, la tante de Kurt, et une ancienne baby-sitter du couple. Broomfield a également interviewé le leader du groupe The Mentors Eldon Hoke, dit « El Duce », qui prétendait que Love lui aurait offert 50 000 dollars pour tuer son mari, affirmation qu'il a répétée sans déclencher le détecteur de mensonge de l'expert Edard Gelb.
Hoke a également prétendu savoir qui aurait tué Kurt Cobain, sans toutefois citer de nom. À son insu, Broomfield a réalisé la dernière interview d'El Duce, qui a été retrouvé mort quelques jours plus tard, apparemment écrasé par un train alors qu'il était en état d'ivresse. Broomfield a monté ses travaux dans un documentaire sorti en 1998 sous le titre Kurt and Courtney.
Malgré ses enquêtes consacrées à la théorie du complot, Broomfield conclut qu'il n'avait pas trouvé de preuves de l'existence d'un meurtre. Au contraire, il déclare dans une interview de 1998 penser que Kurt s'est bien suicidé, suggérant que l'entourage de Kurt, en particulier Courtney, a fait preuve de négligence.

### Livres de Wallace et Halperin
Les journalistes Ian Halperin et Max Wallace effectuent une démarche proche de celle de Broomfield en enquêtant sur la possibilité d'un complot. Leur position initiale exprimée dans leur premier livre sur le sujet, Who Killed Kurt Cobain?, sorti en 1999, est qu'il n'y a pas suffisamment de preuves pour affirmer qu'il s'agit d'un meurtre, mais largement assez pour justifier la réouverture d'une enquête officielle. Ils interrogent notamment longuement Grant, qui a enregistré pratiquement toutes les conversations qu'il a eu pendant qu'il était employé par Love. En particulier, Halperin et Wallace ont pu écouter les enregistrements de ses entrevues avec Carroll et confirmer ses dires.
Par la suite, ils collaborent avec Grant pour écrire un second livre, Love and Death: The Murder of Kurt Cobain, sorti en 2004. Pour leurs livres, Halperin et Wallace contactent plusieurs personnes qui jouent un rôle dans les événements entourant la mort de Kurt. Ils interrogent ainsi le docteur Osvaldo Galletta, qui soigne Cobain après l'incident de Rome. Celui-ci a contesté l'hypothèse d'une tentative de suicide, affirmant être habitué à reconnaître les tentatives de suicide, ce qui n'était pas son impression dans ce cas. Il dénie également les affirmations de Courtney selon laquelle 50 pilules de rohypnol auraient été extraites de l'estomac de Kurt.
Les deux journalistes ont également pu s'entretenir avec plusieurs personnes qui ont participé à l'enquête officielle et réfutent toute idée de complot. Le médecin légiste qui a examiné le corps, le docteur Nikolas Hartshorne, a insisté sur le fait que toutes ses observations pointaient dans la direction du suicide. Le sergent Donald Cameron, l'un des inspecteurs chargés de l'enquête, a spécifiquement rejeté les théories de Grant, déclarant que celui-ci n'a fourni aucune preuve que la mort de Cobain puisse être autre chose qu'un suicide. Le meilleur ami de Cobain, Dylan Carlson, a dit à Halperin et Wallace qu'il ne croit pas à la théorie du complot.

### Avis des proches
Courtney Love, la veuve de Kurt Cobain, est persuadée que son mari s'est suicidé, comme elle l'a évoqué dans de nombreuses interviews. La plupart des amis et de l'entourage de Cobain (comme Lee Ranaldo ou Dylan Carlson, cités plus haut, mais aussi Krist Novoselic) partagent cet avis. Kim Gordon de Sonic Youth est la seule amie de Cobain à avoir publiquement déclaré qu'elle croyait à la thèse de l'assassinat. Elle a par ailleurs affirmé que d'autres proches partagent son opinion.

## Influences et héritages

Mémorial de Kurt Cobain à Aberdeen.

### Influences

#### Des influences larges, essentiellement issues de la sphère rock
Sur ses influences, Kurt Cobain écrit dans son journal : 

« Je suis le bohémien lunatique du groupe. Le chanteur blond. L'artiste sensible […]. Voici quelques-uns de mes groupes préférés : Vaselines, Breeders, Stooges, Pixies, Sex Pistols, Raincoats, Melvins, Tales of Terror, Scratch Acid, Butthole Surfers, Young Marble Giants, Urge Overkill, Marine Girls, Jesus Lizard, Teenage Fan Club, Slits, Mudhoney, Beat Happening, Cramps, Shonen Knife, Delta 5, Sonic Youth, Black Flag, R.E.M., Meat Puppets, Witchy Poo, Hole, TV Personalities, Daniel Johnston, Sonics, Leadbelly, Wipers, Half Japanese, Dead Moon, Public Enemy, Bigg Black, Germs, Hüsker Dü, Dinosaur Jr, Captain America, Saints, Velvet Underground, Lee Hazlewood, Hank Williams, Flipper, Feederz, Lewd, Bad Brains, Patsy Cline, Devo, Clash, Fear, Army Of Lovers, Fugazi, Bikini Kill, Beatnik Termites, The Staple Singers, Discharge, Cannanes, Bratmobile, Saccharine Trust, Dirt, Pavement, Love Child, Superchunk, Boredoms, Sebadoh, Axemen, Cow ». »

Les univers musicaux qui ont influencé Kurt Cobain sont essentiellement constitués de rock et pop (David Bowie, Beatles…), indie (REM, Sonic Youth…) Heavy metal (Aerosmith, Black Sabbath, Kiss…), Punk rock (à la fois britanniques comme Clash et Sex Pistols, et américains comme Black Flag, MDC ou Flipper). Il adore cette esthétique musicale, et apprécie notamment une image plus féministe, moins machiste et homophobe que celle véhiculée par le heavy metal,. Plusieurs groupes menés par des femmes font partie de cette liste,,.
En 1994, il rédige dans son journal une liste de 50 meilleurs albums de tous les temps selon lui,,,. On retrouve ces esthétiques musicales, mais plus étonnant, également un album de rap, Public Enemy : It Takes a Nation of Millions to Hold Us Back. Il déclare à l'époque : « La musique rap est la seule forme de musique vitale introduite depuis le punk rock ».
1. Iggy & The Stooges : Raw Power (1973)
2. Pixies : Surfer Rosa (1988)
3. The Breeders : Pod (1990)
4. The Vaselines : Dying for It (1988, cité en tant que Pink EP)
5. The Shaggs : Philosophy of the World (1969)
6. Fang : Landshark! (1982)
7. MDC : Millions of Dead Cops (1981)
8. Scratch Acid : Scratch Acid (1984, cité comme 1er EP)
9. Saccharine Trust : Paganicons (1981, cité comme 1er EP)
10. Butthole Surfers : Pee Pee the Sailor (1983)
11. Black Flag : My War (1984)
12. Bad Brains : Rock for Light (1983)
13. Gang of Four : Entertainment! (1979)
14. Sex Pistols : Never Mind the Bollocks, Here’s the Sex Pistols (1977)
15. The Frogs : It’s Only Right and Natural (1989)
16. PJ Harvey : Dry (1992)
17. Sonic Youth : Daydream Nation (1988)
18. The Knack : Get the Knack (1979)
19. The Saints : Know Your Product (1978)
20. Kleenex : “tout” (1978 :1983, collecté en 1993 en tant que Kleenex/LiLiPUT anthology)
21. The Raincoats : The Raincoats (1979)
22. Young Marble Giants : Colossal Youth (1980)
23. Aerosmith : Rocks (1976)
24. Various Artists : What Is It. (1982, cité par erreur comme What Is This?)
25. R.E.M. : Green (1988)
26. Shonen Knife : Burning Farm (K Records version, 1985)
27. The Slits : Cut (1979, cité comme Typical Girls)
28. The Clash : Combat Rock (1982)
29. The Faith/Void : The Faith/Void (1982)
30. Rites of Spring : Rites of Spring (1985)
31. Beat Happening : Jamboree (1988)
32. Tales of Terror : Tales of Terror (1984)
33. Leadbelly : Leadbelly’s Last Sessions Volume One (1953)
34. Mudhoney : Superfuzz Bigmuff (1988)
35. Daniel Johnston : Yip/Jump Music (1983)
36. Flipper : Generic Flipper (1982)
37. The Beatles : Meet the Beatles! (1964)
38. Half Japanese : We Are They Who Ache with Amorous Love (1990)
39. Butthole Surfers : Locust Abortion Technician (1987)
40. Black Flag : Damaged (1981)
41. Fear : The Record (1982)
42. Public Image Ltd : The Flowers of Romance (1981)
43. Public Enemy : It Takes a Nation of Millions to Hold Us Back (1988)
44. Marine Girls : Beach Party (1981)
45. David Bowie : The Man Who Sold the World (1970)
46. Wipers : Is This Real? (1980)
47. Wipers : Youth of America (1981)
48. Wipers : Over the Edge (1983)
49. Mazzy Star : She Hangs Brightly (1990)
50. Swans : Young God (1984, cité par erreur comme Raping a Slave)

#### Blues et country
D'autres musiques plus anciennes ont par ailleurs inspiré Kurt Cobain : MTV Unplugged in New York est terminé par une version de Where Did You Sleep Last Night, un titre popularisé par le bluesman Leadbelly, fréquemment cité par Kurt Cobain comme l'un de ses artistes favoris, dans son journal.

#### Pop rock
Kurt Cobain est influencé dans son enfance par The Beatles, il admire en particulier John Lennon, dont il parle comme de « son idole » dans ses journaux. Il considère About a Girl comme une tentative d'écrire une chanson dans l'esprit des Beatles. Il cite également l'influence du groupe King Crimson ; Red faisant partie de ses albums favoris,. Par ailleurs, il reconnaît que la partie de guitare de Come As You Are est la même que celle d'une chanson du groupe Killing Joke nommée Eighties. David Bowie ou encore Michael Jackson sont également des artistes que Kurt Cobain apprécie. Nirvana reprendra ainsi The Man Who Sold the World de Bowie sur l'album live MTV Unplugged in New York.

#### Rock alternatif, indie rock, noise
Dans ses interviews, il cite fréquemment les groupes qui ont eu une influence importante sur sa musique et celle de Nirvana. Il fait régulièrement référence à des artistes comme The Vaselines, Melvins, Daniel Johnston, Meat Puppets, Young Marble Giants, The Wipers, Flipper, et The Raincoats. Il convainc ses maisons de disques de ressortir des anciens albums des Raincoats (Geffen Records) et des Vaselines (Sub Pop).
Kurt Cobain reconnaît aussi l'influence des Pixies sur la musique de Nirvana, en particulier sur l'album Nevermind. Il déclare en 1992 au Melody Maker que c'est l'écoute de Surfer Rosa qui le persuade d'abandonner l'écriture de morceaux influencés par Black Flag pour un style plus proche d'Iggy Pop et Aerosmith.

#### Hard rock, heavy metal
En dépit de toutes les influences « indies » de Kurt Cobain, son style d'écriture, particulièrement aux débuts de Nirvana, était également influencé par les grands groupes rock et hard-rock des années 1970 : Led Zeppelin, Black Sabbath, AC/DC, Queen, Kiss, et Crosby, Stills, Nash and Young. Ainsi, l'un des premiers enregistrements de Nirvana est une reprise de Do You Love Me? de Kiss sur une compilation en hommage au groupe.

#### Punk rock
Le son punk rock exerce une grande influence sur Kurt Cobain,. Il prétend que le premier concert marquant auquel il a assisté est celui de Black Flag, en 1984.

##### Punk rock britannique
Il cite régulièrement les groupes phares britanniques du genre, et notamment Clash, Sex Pistols ou Discharge.

##### Hardcore punk américain
Kurt Cobain était un grand amateur de la scène rock alternative, notamment des groupes qui ont précédé l'avènement de Nirvana et n'ont pas bénéficié de la même exposition. Il commence à s'y intéresser après avoir fait la connaissance de Buzz Osborne, qui lui fait écouter des disques notamment de Black Flag, Flipper et MDC.
Kurt Cobain s'efforce d'associer les musiciens qu'il apprécie à Nirvana : ainsi, lorsqu'en 1993 il décide qu'il a besoin d'un second guitariste pour l'épauler sur une tournée, il fait appel à Pat Smear, du groupe punk culte The Germs. Pour l'enregistrement de l'album MTV Unplugged in New York, lorsque les répétitions de reprises des Meat Puppets s'avèrent difficiles, il fait appel aux deux membres principaux du groupe, les frères Curt et Kris Kirkwood, qui jouent avec Nirvana pendant l'émission. De même que Sonic Youth avait servi de parrains à Nirvana, Nirvana cherche à aider d'autres groupes à connaître un plus grand succès. C'est par exemple l'esprit du single Oh, the Guilt, qui comporte un titre de Nirvana et un titre de The Jesus Lizard.

### Héritage et hommages

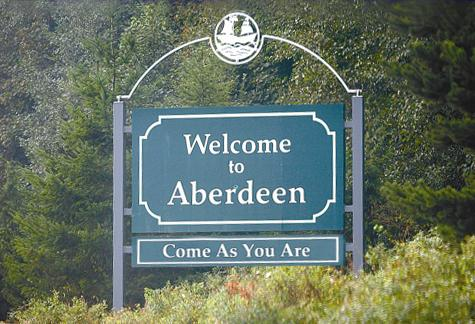
Panneau situé à l'entrée d'Aberdeen, en hommage à Kurt Cobain, natif de cette ville, avec le titre Come as You Are de Nirvana.

En 2005, un panneau est installé à l'entrée d'Aberdeen, dans l'État de Washington, où l'on peut lire : « Welcome to Aberdeen - Come As You Are », en hommage à Kurt Cobain. Le panneau est créé et financé par le Kurt Cobain Memorial Committee, une association sans but lucratif créée en mai 2004 afin d'honorer sa mémoire. L'association projette de créer un parc public et un centre pour la jeunesse à Aberdeen Cobain n'ayant pas de pierre tombale, certains fans se rendent à Viretta Park près du Lac Washington pour s'y recueillir. Le jour anniversaire de sa mort, certains se réunissent dans ce parc pour célébrer sa mémoire.
La vie de Kurt a inspiré des réalisateurs de cinéma. Gus Van Sant a basé son film de 2005 Last Days sur une version romancée des dernières heures de sa vie. En janvier 2007, Courtney Love démarche les studios de cinéma d'Hollywood afin de faire réaliser une adaptation de la biographie Heavier Than Heaven. Des enregistrements originaux de Kurt Cobain sont utilisés pour réaliser la voix off d'un documentaire sur sa vie intitulé Kurt Cobain About a Son. Ces enregistrements sont issus des interviews réalisées par Michael Azerrad pour son livre de 1993 Come as You Are: The Story of Nirvana. Réalisé par AJ Schnack, le documentaire est présenté en 2006 au festival international du film de Toronto.
Le soir de la découverte du corps sans vie de Kurt Cobain, le groupe Blind Melon interprète leur chanson Change sur le plateau du Late Show de David Letterman. Shannon Hoon, le chanteur de Blind Melon, apparaît avec un point d'interrogation sur le front et dédie sa chanson à Kurt Cobain.
La chanson Tearjerker (album One Hot Minute) des Red Hot Chili Peppers est un hommage rendu à Kurt Cobain où Anthony Kiedis chante à sa mémoire. Le groupe connaissait le musicien pour avoir fait la première partie des concerts de Nirvana au début des années 1990. La chanson Let Me In, du groupe R.E.M., parue en 1994 sur l'album Monster, est une chanson dédiée à Cobain, dans laquelle Michael Stipe exprime qu'il aurait voulu réussir à l'aider, mais qu'il n'y est pas arrivé.
La compagnie aérienne Lauda Air baptisera du nom du chanteur son Boeing 737-800 OE-LNT.
La popularité de Kurt Cobain se maintient dans les années suivant sa mort. En octobre 2002, le titre inédit issu de la dernière session d'enregistrement de Nirvana You Know You're Right connaît un succès important.
L'album Nevermind est régulièrement cité dans les listes de « meilleurs albums de tous les temps ». En 2011, le magazine Rolling Stone classe Kurt Cobain 73e meilleur guitariste de tous les temps.
Pour les 30 ans de sa mort, Béatrice Dalle lui rendra hommage durant le festival qui aura lieu à Bourges du 24 au 28 avril 2024et de nombreux concerts anniversaires auront lieu en son honneur cette même année 2024.

### Livres sur Kurt Cobain
Du vivant de Kurt Cobain, l'écrivain Michael Azerrad publie Come as You Are: The Story of Nirvana, qui raconte la carrière de Nirvana depuis ses débuts, ainsi que la vie des membres du groupe. Le livre traite notamment des problèmes de drogue de Kurt Cobain et des controverses liées au groupe. Après sa mort, Michael Azerrad publie une version mise à jour de son livre, incluant un chapitre supplémentaire sur la dernière année de la vie du chanteur. Le livre se base sur de nombreuses interviews avec les membres du groupe. En 2006, les conversations entre Kurt Cobain et Michael Azerrad enregistrées pendant la préparation du livre sont utilisées dans un documentaire intitulé Kurt Cobain About a Son.
En 2001, l'écrivain Charles Cross (en) publie une biographie de Cobain intitulée Heavier Than Heaven, Plus lourd que le ciel pour la traduction française. Cross réalise plus de 400 interviews pour le projet ; Courtney Love lui donne accès à des documents personnels de Kurt Cobain, comme des manuscrits de chansons, des journaux intimes et des carnets de notes. Toutefois, ni Dave Grohl ni la mère de Cobain n'ont contribué à la réalisation du livre.
Le livre est globalement bien accueilli par la critique, en particulier en raison des recherches approfondies effectuées par Charles Cross, mais il est aussi critiqué pour son inclusion indiscriminée d'une grande masse d'informations, dont certaines erreurs factuelles ; Cross écrit par exemple que le premier titre de l'inédit posthume You Know You're Right était On the Mountain ; la source de l'information est une tentative par des fans de comprendre les paroles de Dave Grohl introduisant le titre dans un concert de 1993.
Quand un enregistrement de meilleure qualité de ce concert a été découvert, il est apparu que Grohl avait annoncé All Apologies, autre chanson du groupe. Cross a d'autre part été critiqué pour son portrait flatteur de Courtney Love, et pour son manque d'esprit critique par rapport aux affirmations de celle-ci. Il a ainsi écrit que Love aurait contribué à la chanson de Nirvana Pennyroyal Tea. Or, celle-ci a été écrite en avril 1991, plusieurs mois avant la formation du couple, et la chanson n'a que peu évolué entre sa création et son enregistrement pour In Utero. Heavier Than Heaven est adapté en un film biographique dont Courtney Love est coproductrice.
Kurt tenait un journal intime, dont il a laissé 22 volumes à sa mort. En novembre 2002, une partie de ces écrits est publiée sous le titre Journals. Le livre inclut des textes écrits entre la fin des années 1980 et 1994.
Le roman Asphyxie d'Ann Scott, publié aux éditions Florent Massot en 1996, est très largement inspiré du parcours de Kurt Cobain et de son groupe. Le roman Cassé (Kurt Cobain) de Christophe Paviot, paru en 2008, imagine la vie de Kurt Cobain et du groupe Nirvana dans une histoire alternative où Nirvana n'aurait jamais rencontré le succès. Il est réédité en poche aux éditions Litos en 2024 sous le titre C'est mon coeur qui bat dans cette ordure. La bande dessinée Godspeed, Une vie de Kurt Cobain (Éditions Flammarion, réalisée par Barnaby Legg, Jim McCarthy et dessinée par Flameboy) est une biographie de Kurt Cobain.

## Matériel utilisé sur scène

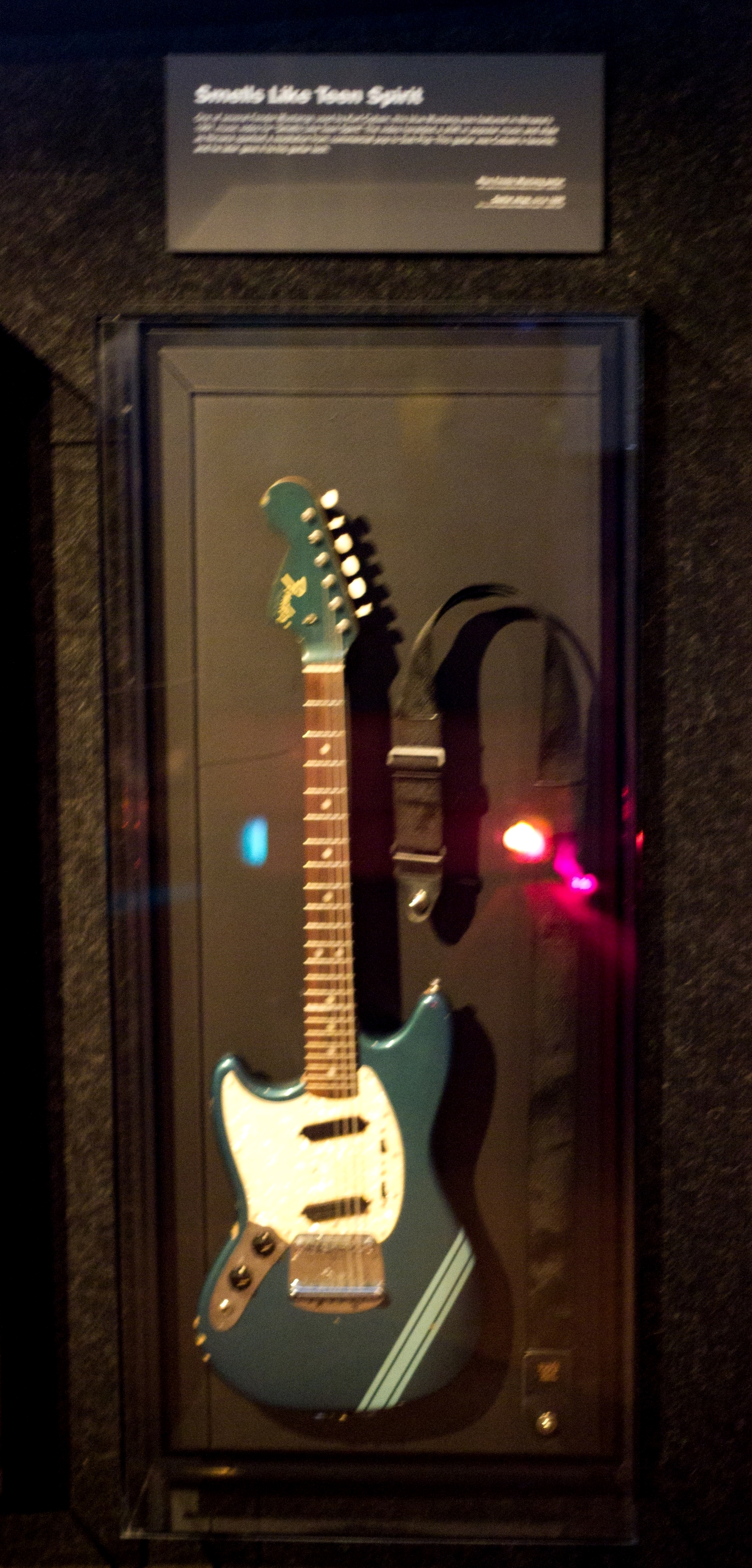
Fender Mustang que Kurt Cobain a utilisée lors du clip de Smells Like Teen Spirit.

Depuis leurs débuts dans des bars de cent places, jusqu'aux stades et festivals dépassant les 15 000 personnes, les membres de Nirvana ont toujours pris un malin plaisir à détruire leur matériel sur scène : batterie brutalisée et finalement mise en morceaux, guitares lancées en l'air et retombant dans un vacarme de larsen, etc.
C'est pourquoi, au cours des dernières tournées de Nirvana, la marque de guitares américaine Fender prenait soin de fournir à Cobain un stock de modèles de type Stratocaster (de fabrication mexicaine), seulement destinées à être malmenées, puis détruites. Pour le restant des concerts, Kurt Cobain avait pris l'habitude de jouer sur des Fender Mustang, Jaguar 1965, Stratocaster et Telecaster, toutes modifiées au niveau des micros, et dans divers coloris (la Mustang bleue avec pickguard rouge étant la plus connue).
À ses débuts, Kurt utilisait nombre de guitares de marques variées : Mosrite, Univox, Epiphone, Hagström, Washburn et même une Gibson SG.
En 1993, lors de la dernière tournée In Utero, il avait commandé à Fender un modèle de guitare adapté à ses besoins. Des croquis et indications furent donnés aux équipes de production et il en résulta, après maints changements de la part de Cobain, le modèle JagStang, mélange entre une Mustang et une Jaguar, les deux modèles préférés de Cobain. Un prototype de cette guitare fut utilisé sur scène lors des derniers concerts du groupe, même si Cobain ne semblait pas entièrement satisfait du résultat. Sa mort prématurée ne lui aura pas permis de finaliser ce modèle.
La JagStang utilisée par Kurt Cobain sur scène a été offerte par sa veuve Courtney Love à leur ami le guitariste du groupe R.E.M., Peter Buck. En studio et sur scène, il utilisait un certain nombre de pédales d'effet, notamment la Boss DS-1 (Distortion), la Boss DS-2 (Turbo-Distortion), des Electro-Harmonix Small Clone, Echo Flanger Poly Chorus et Big Muff. Pour la diffusion, Cobain et son technicien guitare (sur les dernières tournées) utilisaient des préamplis Mesa-Boogie, Crown et Marshall, la plupart du temps reliés à des cabinets Marshall 4 x 12". En studio, des amplis Vox AC-30 ou Fender Bassman étaient aussi utilisés.
En juin 2020, la guitare semi-acoustique Martin D-18 E, sur laquelle Cobain joua au concert MTV Unplugged in New York fût vendue aux enchères pour 6 millions de dollars.

## Autre
Sa mort a entraîné la fin d'un espoir de toute une génération, dont la génération X, mettant fin au mouvement Grunge commencé en 1985 et qui mourut avec lui le 5 avril 1994et la dernière icône aussi répertoriée anticonformiste, antisystème ou hors-système notamment planètaire du rock du XXe siècle.

## Discographie

### Avec Nirvana

#### Albums principaux
- 1989 : Bleach
- 1991 : Nevermind
- 1993 : In Utero

### Compilation et album live
- 1992 : Incesticide
- 1994 : MTV Unplugged in New York
- 1996 : From the Muddy Banks of the Wishkah
- 2002 : Nirvana
- 2009 : Live at Reading
- 2019 : Live at the Paramount
- 2019 : Live and Loud

### Album solo
- 2015 (à titre posthume) : Montage of Heck: The Home Recordings

## Documentaire
- Kurt Cobain: Montage of Heck écrit et réalisé par Brett Morgen, 2015.

### Ressource radiophonique
- Philippe Garbit, « Une comète nommée Kurt Cobain » [audio], émission Les Nuits de France Culture, rediffusion de l'émission Une vie, une œuvre, « Kurt Cobain » de Tanguy Blum (59 min), France Culture, 5 avril 2024 (rediffusion du 26 mai 2018).